# Henry Kapteyn
Henry Cornelius Kapteyn (* 1963) ist ein US-amerikanischer Physiker (Laserphysik, Atom- und Molekülphysik).

## Leben
Kapteyn studierte Physik am Harvey Mudd College (Bachelor 1982) und an der Princeton University (Master-Abschluss 1984). 1989 wurde er an der University of California, Berkeley, bei Roger Falcone promoviert (Photoionization pumped short wavelength lasers). Dort lernte er auch seine Ehefrau (1988) Margaret Murnane kennen, mit der er von da an eng zusammenarbeitete. 1990 gingen beide an die Washington State University (wo er Associate Professor wurde) und 1996 an die University of Michigan, wo Kapteyn Associate Professor war. Ab 1999 waren sie am Joint Institute for Laboratory Astrophysics (JILA) der University of Colorado in Boulder, wo Kapteyn Professor ist.
Er ist für seine Erfolge zusammen mit seiner Ehefrau Margarete Murnane bei der Erzeugung ultrakurzer Laserpulse bis in den Attosekunden Bereich bekannt und für die Umwandlung von Laserpulsen in kohärente Röntgenstrahlen.
Er ist Fellow der American Association for the Advancement of Science, der National Academy of Sciences, der American Academy of Arts and Sciences (2018), der American Physical Society und der Optical Society of America, deren Adolph Lomb Medal er 1993 erhielt. 2009 erhielt er den Ahmed Zewail Award. Mit seiner Frau Margarete Murnane erhielt er 2010 den Arthur-L.-Schawlow-Preis für Laserphysik und 2012 den Willis-E.-Lamb-Preis. 1992 erhielt er den Young Investigator Award der National Science Foundation, und er war von 1995 bis 1997 Sloan Research Fellow. 2010 erhielt er den R. W. Wood Prize, für 2020 wurde ihm die Benjamin Franklin Medal des Franklin Institute zugesprochen.